# Rema Namakula
Rema Namakula (24 de abril de 1991) conhecida também apenas como Rema é uma cantora da Uganda. Ela nasceu em Ntinda, na capital Kampala. É filha da cantora e atriz ugandense Halima Namakula.

## Carreira musical
Rema começou a carreira musical dela como auxiliar do cantor Bebe Cool em "Gagamel crew", no entanto ela se separou em 2013, após Bebe Cool ver ela pela televisão falando sobre um álbum do qual ele não sabia sobre e a demitiu, então Rema decidiu começar a carreira solo dela.
No mesmo ano ela lançou "Oli wange" que foi escrito por Nince Henry no qual fez dela popular na indústria da música de Uganda.

## Discografia
- Oli wange

1. Oli wange
2. Katonotono
3. Lean On Me
4. Lowoza Kunze
5. Deep In Love
6. Muchuuzi
7. Atuuse
8. Kukaliba
9. Fire Tonight
10. Ceaze and Sekkle
11. Bwolonda

## Prêmios musicais
HiPipo Music Awards em 2013

Vencedora em:
- Melhor Artista nas Posições (do gráfico) HiPipo
- Melhor Canção R&B: Oli wange
- Melhor Artista Revelação
- Melhor Artista Feminino

HiPipo Music Awards em 2014

Vencedora em:
- Melhor artista feminina do ano
- Melhor canção R&B - feminino: Kuliba[3]